# Anastasia Taranova-Potapova
Anastasia Taranova-Potapova (Rusia, 6 de septiembre de 1985) es una atleta rusa especializada en la prueba de triple salto, en la que consiguió ser campeona europea en pista cubierta en 2009.

## Carrera deportiva
En el Campeonato Europeo de Atletismo en Pista Cubierta de 2009 ganó la medalla de oro en el triple salto, con un salto de 14.68 metros, por delante de la eslovena Marija Šestak (plata con 14.60 metros) y la eslovaca Dana Veldáková (bronce con 14.40 metros).